# Cantley (Yorkshire du Sud)
Cantley est un village et une paroisse civile du Yorkshire du Sud, en Angleterre.